# Бустерный синхротрон

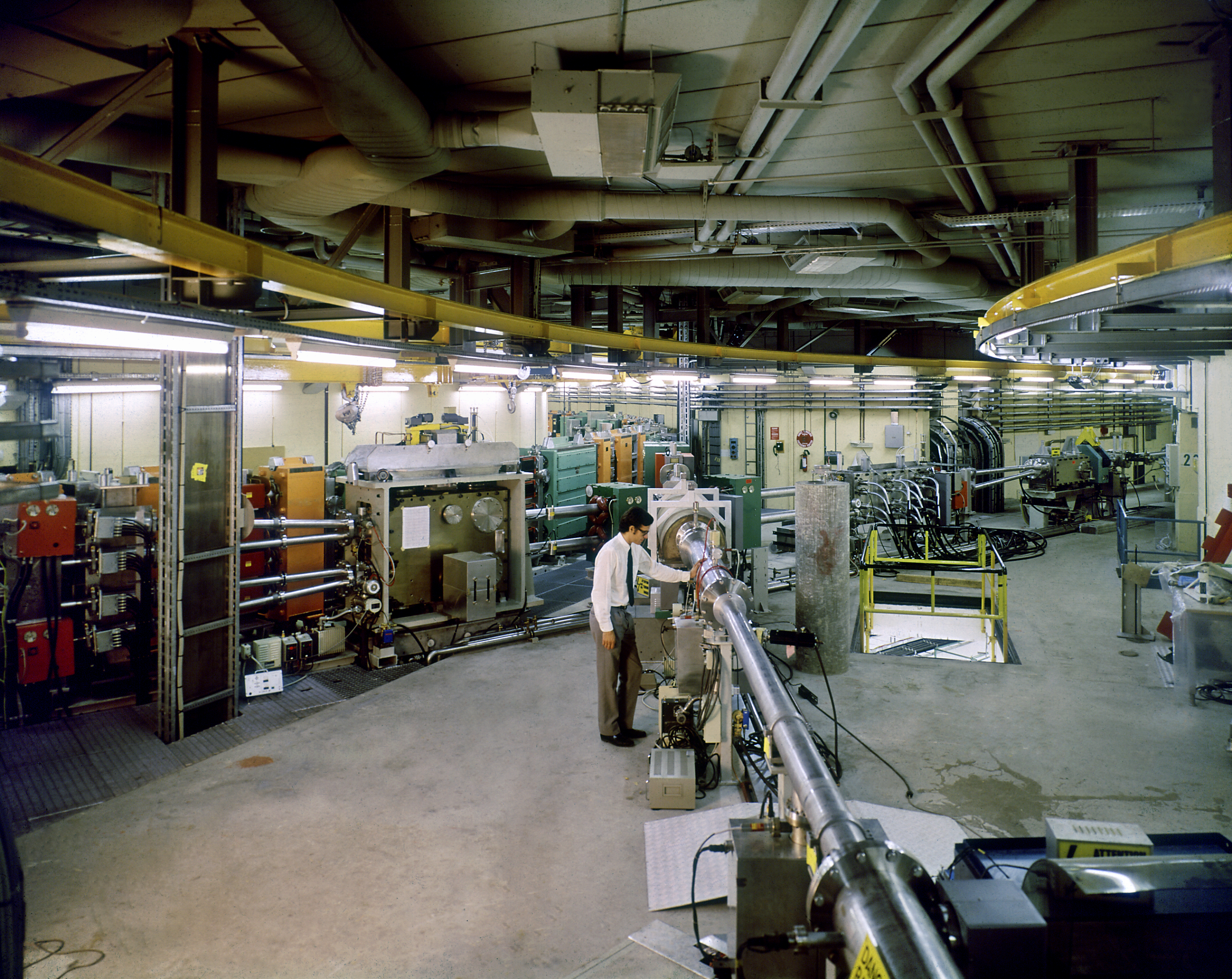
Бустер Протонного синхротрона (PSB) в ЦЕРН, 1972 год.

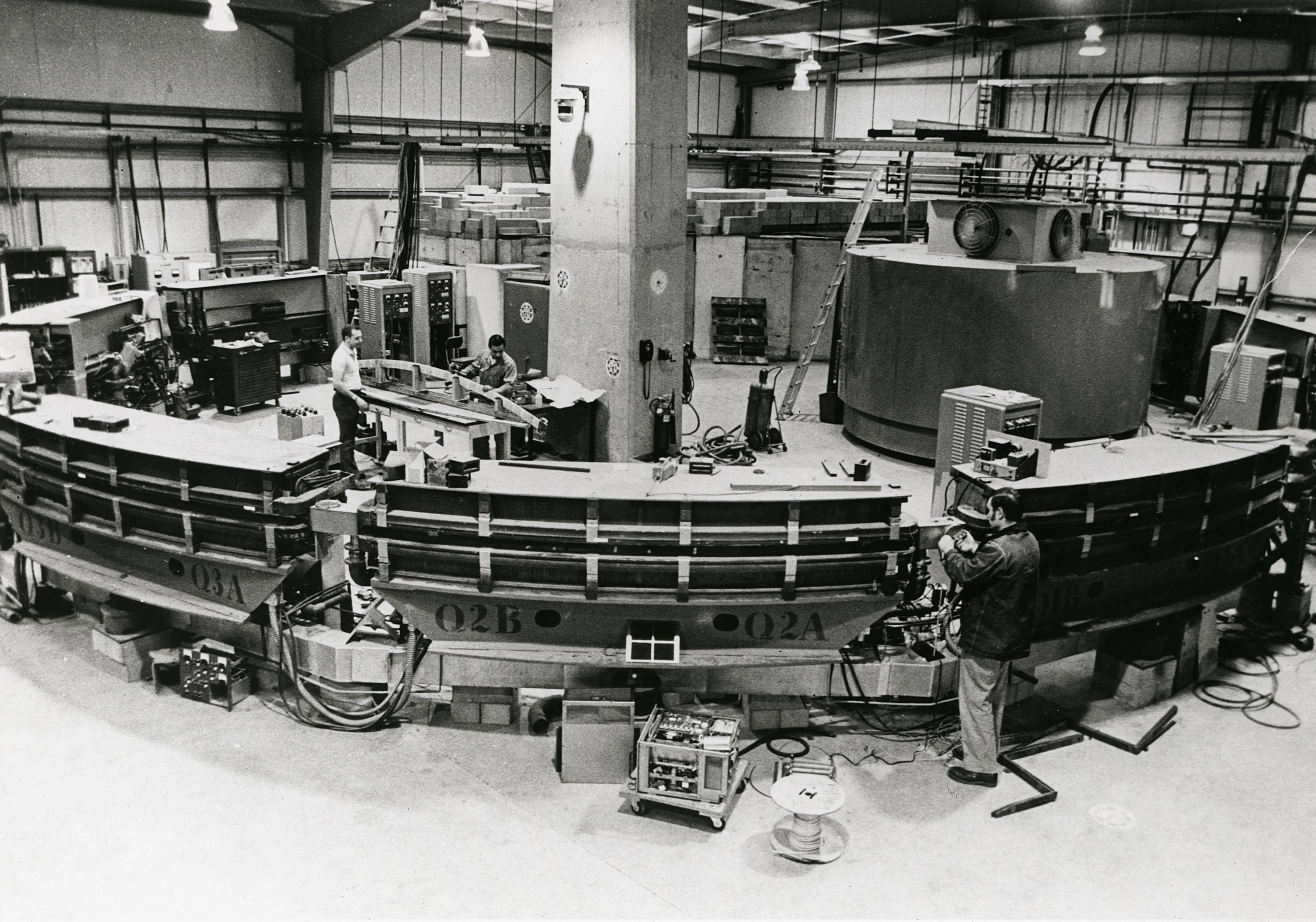
Бустер протонного синхротрона ZGS в Аргонне, США, 1972 год.

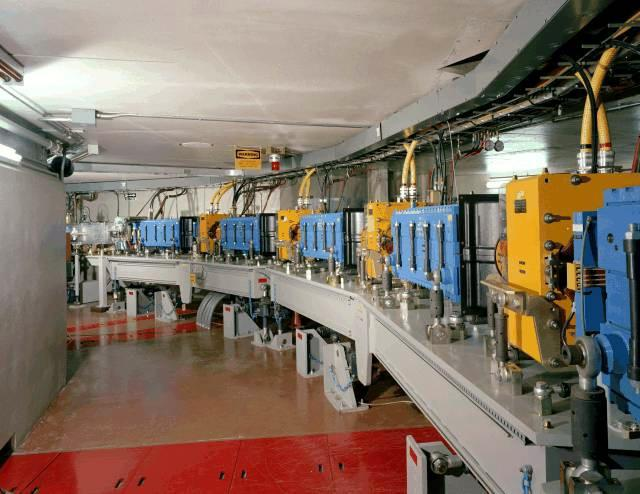
Бустер источника СИ ALS в LBNL, США.

Бу́стерный синхротро́н (Бу́стер) (англ. booster) — промежуточный циклический ускоритель, синхротрон, используемый для предварительного ускорения и формирования пучка с нужной структурой и параметрами для инжекции в основной накопитель. Бустерные синхротроны используются в составе большинства источников СИ, а также в ускорительных комплексах коллайдеров. Использование бустера позволяет производить инжекцию в основное кольцо на энергии эксперимента, в том числе в режиме top-up (современные источники СИ MAX IV, NSLS-II, коллайдеры ВЭПП-2000, FCCee), либо значительно сузить рабочий диапазон энергий в экспериментальном кольце, как, например, на Большом адронном коллайдере, RHIC.